# Oskar Becker (Philosoph)
Oskar Joachim Becker (* 5. September 1889 in Leipzig; † 13. November 1964 in Bonn) war ein deutscher Philosoph, Logiker und Mathematiker. Er gehört neben Martin Heidegger zu den wichtigsten Schülern Edmund Husserls. Er war der akademische Lehrer u. a. von Max Bense, Paul Lorenzen, Hans Sluga, Jürgen Habermas, Karl-Otto Apel, Karl-Heinz Ilting, Hermann Schmitz, Elisabeth Ströker, Frank Werner Veauthier und Otto Pöggeler.

## Leben und Werk
Becker war Schüler der Thomasschule zu Leipzig. Nach seinem Studium der Physik, Chemie, Psychologie, Mathematik und Philosophie am New College in Oxford und an der Universität Leipzig wurde  Becker 1914 in Leipzig bei Otto Hölder mit einer Arbeit Über die Zerlegung eines Polygons in exklusive Dreiecke auf Grund der ebenen Axiome der Verknüpfung und Anordnung promoviert. Von 1915 bis 1918 leistete er Kriegsdienst an der Ost- und Westfront des Ersten Weltkriegs. Ab 1919 studierte er bei Edmund Husserl und Martin Heidegger in Freiburg. Dort habilitierte er sich 1922 mit der Arbeit Beiträge zur phänomenologischen Begründung der Geometrie und ihrer physikalischen Anwendungen. Anschließend war Becker zusammen mit Heidegger Assistent Husserls. Becker war u. a. mit Karl Löwith und mit Ludwig Ferdinand Clauß befreundet. 1927 wurde er außerplanmäßiger Professor in Freiburg. 1931 folgte er einem Ruf an die Universität Bonn, wo er bis zu seiner Emeritierung 1955 lehrte, von 1946 bis 1951 war er, obwohl kein Mitglied der NSDAP, aufgrund seiner Einstellung und Rolle in der Zeit des Nationalsozialismus in den einstweiligen Ruhestand versetzt worden. Eine Untersuchungskommission der Universität Bonn war zu dem Schluss gekommen, dass er persönlich zwar unter den Nationalsozialisten lauter und kein Intrigant war, sein Denken aber von einer starken Rassendoktrin geprägt war, was sich auch in Veröffentlichungen und Vorlesungen in den 1930er und 1940er Jahren niederschlug. Karl Löwith, ursprünglich mit Becker befreundet, äußerte sich in seiner Autobiographie bitter über Becker und dessen Begeisterung für die Nationalsozialisten nach der Machtergreifung 1933, die Löwith zur Emigration zwang.

Oskar Becker hat wichtige Beiträge zur mathematischen Grundlagenforschung, in der er eine konstruktivistische, dem Intuitionismus nahestehende Position vertritt, zur Geschichte der Mathematik (besonders zur griechischen Mathematik, z. B. Eudoxos) und zur Modallogik vorgelegt. Daneben hat er sich, in Auseinandersetzung mit der Philosophie Martin Heideggers, mit Problemen der Existenzphilosophie und Ästhetik beschäftigt. In Bonn hatte er mit Otto Toeplitz vor dem Zweiten Weltkrieg ein mathematikhistorisches Seminar.
O. Becker sieht die Erbschaft von Mantik und Magie exklusiv in den mathematischen Naturwissenschaften. Da er keinen Unterschied zwischen unserer Deutungsnatur und Deutungskultur macht, verkennt er die formale Bedeutung der Mantik gerade für eine Theorie unserer heuristischen Deutungsnatur. So erneuert er geradezu zwangsläufig am Ende die Idee der traditionellen Metaphysik als Abschlußfigur unserer Deutungskultur, wenn er ein dem Corpus des Mathematischen korrespondierendes Universum als metaphysische Kristallwelt zu verstehen gibt. Er verkennt, daß diese Kristallwelt nur das Echo des diskreten Milieus ist, das die quantorenlogischen Punktsprachen der Kalküle erzeugen.

## Schriften
- Mathematische Existenz. Untersuchungen zur Logik und Ontologie mathematischer Phänomene. In: Jahrbuch für Philosophie und phänomenologische Forschung. Band VIII, 1927, S. 440–809.
- Das Symbolische in der Mathematik. In: Blätter für deutsche Philosophie. Band 1, Heft 4, 1928, S. 329–348.
- Von der Hinfälligkeit des Schönen und der Abenteuerlichkeit des Künstlers. In: Jahrbuch für Philosophie und phänomenologische Forschung. Ergänzungsband. Halle 1929, S. 27–52. Husserl-Festschrift
- Zur Logik der Modalitäten. In: Jahrbuch für Philosophie und phänomenologische Forschung. Band XI, 1930, S. 497–548
- Die Philosophie Edmund Husserls. In: Kantstudien. Band 35, 1930, S. 119–150.
- Die apriorische Struktur des Anschauungsraumes In: Philosophischer Anzeiger. Band 4, 1930, S. 129–162.
- Eudoxos-Studien. 5 Teile. In: Quellen und Studien zur Geschichte der Mathematik, Astronomie und Physik. Band II, 1933, S. 311–333; S. 369–387; Band III, 1936, S. 236–244; S. 370–388; S. 389–410
  - I: Eine voreudoxische Proportionslehre und ihre Spuren bei Aristoteles und Euklid. In: Quellen und Studien zur Geschichte der Mathematik, Astronomie und Physik Band 2, S. 311–333.
  - II: Warum haben die Griechen die Existenz der vierten Proportionale angenommen. Band 2, S. 369–387.
  - III: Spuren eines Stetigkeitsaxioms in der Art des Dedekindschen zur Zeit des Eudoxos. Band 3, S. 236–244.
  - IV: Das Prinzip vom ausgeschlossenen Dritten in der griechischen Mathematik. Band 3, S. 370–388.
  - V: Die eudoxische Lehre von den Ideen und den Farben. Band 3, 389–410.
- Die Lehre vom Geraden und Ungeraden im 9. Buch der euklidischen Elemente. In: Quellen und Studien zur Geschichte der Mathematik, Astronomie und Physik Band 3, 1936, S. 533–553
- Transzendenz und Paratranszendenz. Travaux du IX. Congrès International de Philosophie. Extrait, Paris 1937.
- Bernhard Bavink über Rasse und Kultur. In: Rasse. Band 3, 1936, S. 474–476.
- Philosophie und Weltanschauung (Neuerscheinungen aus den Jahren 1935 und 1936). In: Rasse. Band 4, 1937, S. 404–407.
- Nordische Metaphysik. in: Rasse. Monatsschrift der Nordischen Bewegung. Herausgegeben im Auftrage des Nordischen Ringes in der Nordischen Gesellschaft von Richard von Hoff, 5. Jahrgang 1938, Leipzig/Berlin, S. 81–92.
- Gedanken Friedrich Nietzsches über Rangordnung, Zucht und Züchtung. Kriegsvorträge der Rheinischen Friedrich-Wilhelms-Universität Bonn a. Rh. Heft 97, Bonn 1942. Wurde nach Ende des Zweiten Weltkrieges in der Sowjetischen Besatzungszone auf die Liste der auszusondernden Literatur gesetzt.[8]
- Para-Existenz. Menschliches Dasein und Dawesen. In: Blätter für deutsche Philosophie. Band 17, 1943, S. 62–95.
- Leibniz, der deutsche Denker und gute Europäer. Kriegsvorträge der Rheinischen Friedrich-Wilhelms-Universität Bonn a. Rh. Heft 157, Bonn 1944.
- mit Joseph Ehrenfried Hofmann: Geschichte der Mathematik. Bonn 1951 (von Becker stammt der Teil über die Antike).
- Einführung in die Logistik, vorzüglich in den Modalkalkül. Westkulturverlag Anton Hain, Meisenheim am Glan 1951.
- Untersuchungen über den Modalkalkül. Westkulturverlag Anton Hain, Meisenheim am Glan 1952.
- Grundlagen der Mathematik in geschichtlicher Entwicklung. Orbis academicus Band II/6. Freiburg/München: Alber 1954, 2. Aufl.1964. (Diese Auflage ist text- und seitenidentisch auch als Suhrkamp Taschenbuch Wissenschaft. Band 114, Suhrkamp, Frankfurt am Main 1975).
- Das mathematische Denken der Antike. Göttingen 1957, 2. Auflage 1967
- Größe und Grenze der mathematischen Denkweise. Karl Alber, Freiburg 1959.
- Die Aktualität des pythagoreischen Gedankens. In: Gadamer-Festschrift. Tübingen 1960.
- Dasein und Dawesen. Gesammelte philosophische Aufsätze. Neske, Pfullingen 1963
- Die Rolle der euklidischen Geometrie in der Protophysik. In: Philosophia naturalis. Band 8, S. 49–64.